# Koncertowe przygody zespołu Lombard
Koncertowe przygody zespołu Lombard – album koncertowy zespołu Lombard. Wydany w roku 1984 na nośniku kasety magnetofonowej nakładem wydawnictwa Merimpex.
Nagrań dokonano podczas koncertu 21 listopada 1982 r. w Filharmonii Szczecińskiej (A1, A2, A3), realizacja Piotr Madziar i Przemysław Kućko. 1 kwietnia 1984 r. w Sali Kongresowej – koncert z okazji 100 wydania Listy przebojów Programu III (A4, B1, B2, B3), realizacja Włodzimierz Walczak. 22 czerwca 1984 w Opolskim Amfiteatrze – koncert na Festiwalu w Opolu (B4), realizacja Włodzimierz Walczak oraz w Studio Polskiego Radia w Poznaniu (B5), realizacja Ryszard Gloger i Andrzej Bąk. Opracowanie graficzne – Wiesław Gąsiorek. Zdjęcie – Robert Król.
Wybór utworów i koncepcja ogólna – Piotr Niewiarowski.

## Lista utworów
Strona A
1. „Diamentowa kula” (muz. Grzegorz Stróżniak, sł. Marek Dutkiewicz) – 3:55
2. „Taniec pingwina na szkle” (muz. i sł. Jacek Skubikowski) – 4:30
3. „Nowy tytan” (muz. Piotr Zander, sł. Andrzej Sobczak) – 4:55
4. „Adriatyk, ocean gorący” (muz. Grzegorz Stróżniak, sł. Małgorzata Ostrowska) – 5:40

Strona B
1. „Kto mi zapłaci za łzy?” (muz. Grzegorz Stróżniak, sł. Jacek Skubikowski) – 4:10
2. „Aku-hara kraj ze snu” (muz. Grzegorz Stróżniak, sł. Małgorzata Ostrowska) – 3:30
3. „Szklana pogoda” (muz. Grzegorz Stróżniak, sł. Marek Dutkiewicz) – 3:20
4. „Stan gotowości” (muz. Grzegorz Stróżniak, sł. Jacek Skubikowski – 4:30
5. „Czeski film” (muz. Grzegorz Stróżniak, sł. Jacek Skubikowski) – 3:30

## Muzycy
- Małgorzata Ostrowska – śpiew
- Grzegorz Stróżniak – śpiew, instrumenty klawiszowe
- Piotr Zander – gitara
- Zbigniew Foryś – gitara basowa, instrumenty klawiszowe
- Przemysław Pahl – perkusja (A1, A2, A3)
- Włodzimierz Kempf – perkusja (A4, B1, B2, B3, B4, B5)